# Kristine Tornquist

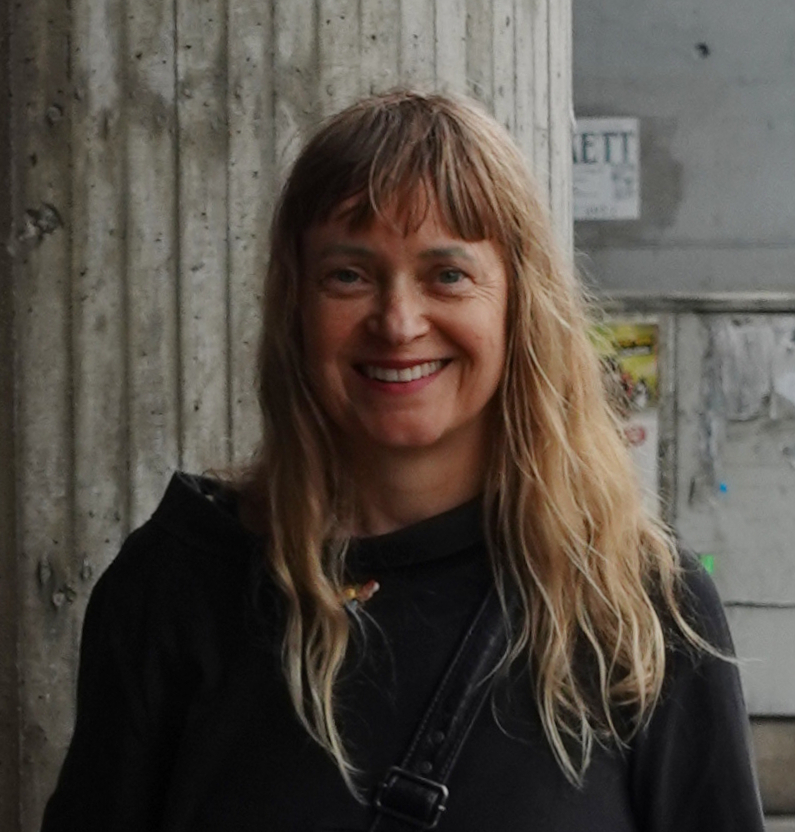
Kristine Tornquist 2024

Kristine Tornquist (* 1965 in Graz) ist eine österreichische Künstlerin, Autorin, Librettistin und Regisseurin. Sie ist Gründerin der Künstlergruppe 31. Mai (1988), des Theaters am Sofa (1997) und des sirene Operntheaters (1998). Kristine Tornquist lebt in Wien und ist mit Jury Everhartz verheiratet. Sie ist Tochter von Ingeborg und Hans Jörg Böhmig.

## Ausbildung
Nach der Matura in Linz schloss sie ein Studium der Metallgestaltung an der Hochschule für angewandte Kunst in Wien mit Auszeichnung ab. 1989 erfolgte ihr Lehrabschluss als Gold- und Silberschmiedin.

## Werk
Obwohl als bildende Künstlerin ausgebildet, ist Kristine Tornquist vor allem für ein bestimmtes Format von Musiktheater bekannt, das sie selbst als Operelle, Kurz- oder Kammeroper bezeichnet hat. Dieses Format ist vordergründig auf Einfachheit, Effizienz und Serienproduktion ausgerichtet, erweist sich aber bei genauerer Betrachtung als ironischer Kommentar ebendieses Zeitgeistes. Der minimalistischen Einfachheit der Stücke steht jeweils eine mehrdeutige, unauflösbare moralische Botschaft gegenüber.
Die meisten von Tornquists Kurzopern wurden im Rahmen des von ihr mitbegründeten sirene Operntheaters gezeigt, wobei Tornquist fast immer sowohl für Libretto als auch Regie verantwortlich war. Während Tornquist anfänglich oft mehrere, voneinander unabhängige Kurzopern pro Jahr produzierte, brachte sie in jüngerer Zeit Serien von thematisch zusammenhängenden Stücken zur Aufführung, die an einem Abend oder an mehreren aufeinander folgenden Abenden gezeigt werden. Unter den beteiligten Komponisten befinden sich die namhaftesten Vertreter der österreichischen und deutschen Avantgardemusik, angefangen von sirene-Mitbegründer Jury Everhartz über Kurt Schwertsik, René Clemencic und viele andere. Die Produktionen sind üblicherweise im Off-Theaterbereich angesiedelt und machen sich ungewöhnliche Produktionsstätten wie den Wiener Narrenturm, das Jugendstiltheater Wien (Psychiatrisches Krankenhaus Baumgartnerhöhe), das Wiener Odeon oder die sogenannte Expedithalle einer ehemaligen Brotfabrik (Ankerbrot, Wien Favoriten) zu Nutze. Zu den bisher aufwendigsten Produktionen zählen Nachts (2009), bestehend aus neun Einzelopern nach Leo Perutz, alf laila wa laila (2011), elf Kammeropern nach Tausendundeine Nacht und Die Verbesserung der Welt, eine Reihe von sieben abendfüllenden Musiktheaterwerken zu den sieben Werken der Barmherzigkeit.
Darüber hinaus veröffentlichte Tornquist Prosa-Texte in der Literaturzeitschrift Manuskripte, arbeitete journalistisch, drehte Kurzfilme (in Zusammenarbeit mit Cornelius Burkert) und einen Opernkinofilm, baute Klanginstallationen und arbeitete performativ.
Seit dem Wintersemester 2024 ist Kristine Tornquist Lehrbeauftragte an der Universität für Musik und darstellende Kunst Wien (Institut für Kompositionsstudien, Ton- und Musikproduktion).

### Romane
- Zuper Billu (1998), ein Schelmenroman, der nur im Internet veröffentlicht wurde[9] und auf archive.org auch noch abrufbar ist.[10]

### Vertonte Texte
- Hirlanda, Librettofassung des Legendenspiels von Johannes Ulrich von Federspiel (Übertragung von Toni Bernhart)
- Ohne Fortschritt keine Fische, Libretto für eine szenische Kantate von Jury Everhartz
- Der automatische Teufel, Libretto für Daniel Pabst und Jury Everhartz
- Der Kommissar, Libretto für Jury Everhartz
- Das Krokodil, Librettofassung nach Fjodor Dostojewski für Jury Everhartz
- Der Schlaf der Gerechten, Libretto für Kurt Schwertsik
- Circus, Libretto für Jury Everhartz
- Monduntergang, Libretto für René Clemencic
- Orfeus, Midas, Sisifus und Odiseus, Balladen für Wolfram Wagner
- Prinz, Held und Füchsin, Libretto für Akos Banlaky
- Kemo, Ballade für Herwig Reiter
- Heute abend Boris Godunow, Libretto für die ukrainische Komponistin Karmella Tsepkolenko und den Bassbariton Rupert Bergmann, 2008
- Nachts, neun Libretti für eine Kammeropernserie nach dem Buch Nachts unter der steinernen Brücke von Leo Perutz, 2008[11]
  - Nachts unter der steinernen Brücke für René Clemencic
  - Der entwendete Taler für Oskar Aichinger
  - Der vergessene Alchimist für François-Pierre Descamps
  - Die Sarabande für Wolfram Wagner
  - Der Maler Brabanzio für Lukas Haselböck
  - Das verzehrte Lichtlein für Paul Koutnik
  - Der Stern des Wallenstein für Akos Banlaky
  - Der Heinrich aus der Hölle für Gernot Schedlberger
  - Das Gespräch der Hunde für Christof Dienz
- alf laila wa laila, elf Libretti für eine Kammeropernserie nach Erzählungen aus 1001 Nacht, 2010[12]
  - Die Träume für Paul Koutnik
  - Die Toten für Robert M Wildling
  - Attars Tod für Willi Spuller
  - Der Apfel aus Basra für Matthias Kranebitter
  - Chalifa und die Affen für Kurt Schwertsik
  - Burka Baazi für Akos Banlaky
  - Yunan und Duban für Lukas Haselböck
  - Harun und Dschafar für René Clemencic
  - Der Bucklige für Jury Everhartz
  - Muadschizat al Dschamal für Akos Banlaky
  - Masrur für Oliver Weber
  - Zumurrud für François-Pierre Descamps
- Türkenkind, Libretto für Wolfram Wagner nach einer Erzählung von Irène Montjoye, 2010
- MarieLuise, Libretto für Gernot Schedlberger, 2012
- Der Lange Atem, ein Lehrstück mit Couplets für Akos Banlaky, 2014
- Gilgamesch, Libretto für René Clemencic, 2015
- Sisifus, Textlandschaften für Bernhard Lang, 2015
- Chodorkowski, Libretto für Periklis Liakakis, 2015
- Hospital, eine Trilogie mit drei Opern aus dem Krankenhaus, 2016[13]
  - Hybris für Simon Vosecek
  - Nemesis für Hannes Löschel
  - Soma für Christof Dienz
- Jeanne und Gilles, Libretto für François-Pierre Descamps, 2017
- Johanna von Orléans, Texte für einen Stummfilm für Johannes Kalitzke, 2017
- Das Totenschiff, Libretto nach dem gleichnamigen Roman von B. Traven für Oskar Aichinger, 2017
- Ewiger Frieden, Libretto für Alexander Wagendristel, 2017
- Genia oder das Lächeln der Maschine, Libretto für Tscho Theissing, 2018
- Der Durst der Hyäne, Libretto für Julia Purgina, 2019
- Miameide, Libretto für Julia Purgina, 2021
- Alice, Libretto nach Alice im Wunderland von Lewis Carroll für Kurt Schwertsik, 2022
- Abendsonne, Libretto für Tomasz Skweres, 2023
- Der schwedische Reiter, Libretto nach Der schwedische Reiter von Leo Perutz für Wolfram Wagner, 2023